# Medicago littoralis
Medicago littoralis Rohde ex Loisel., es una especie botánica perteneciente a la familia de las fabáceas.

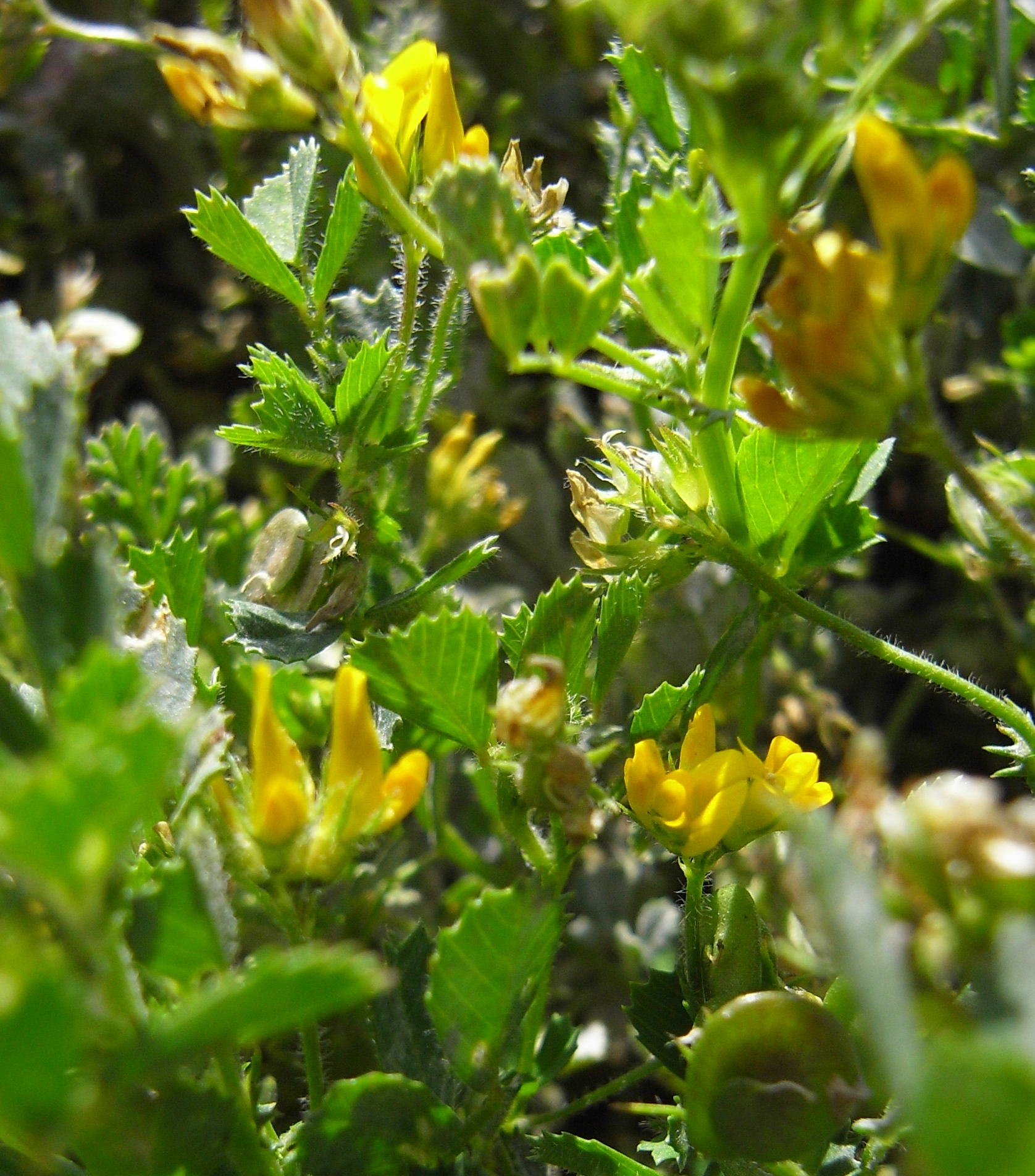
Vista de la planta

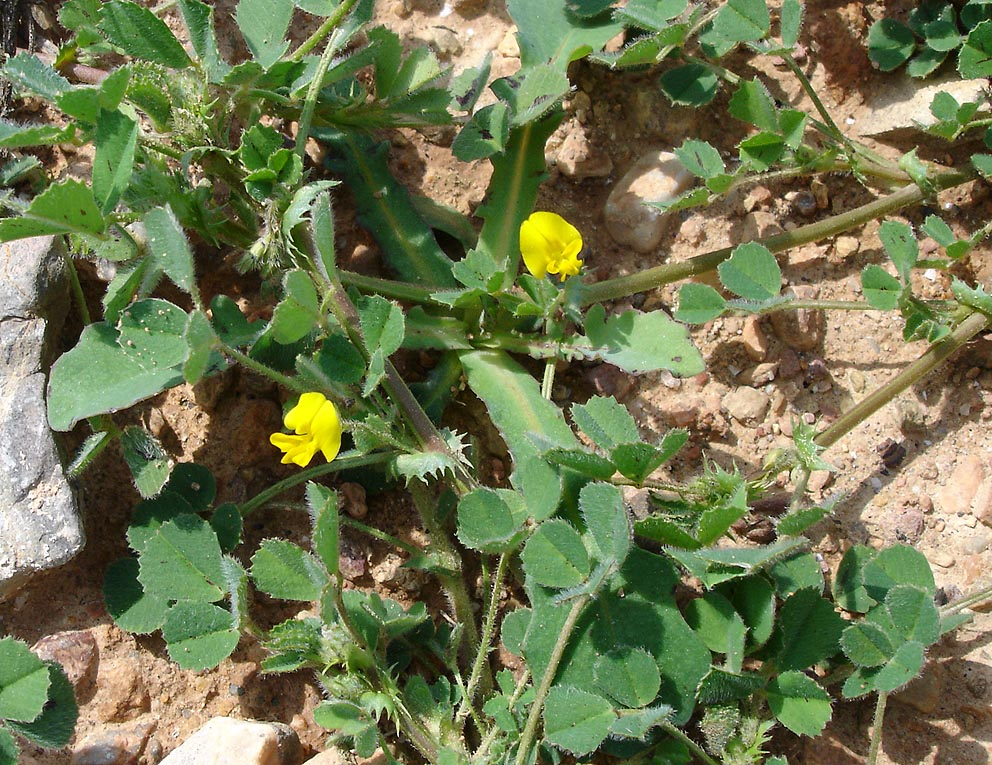
En su hábitat

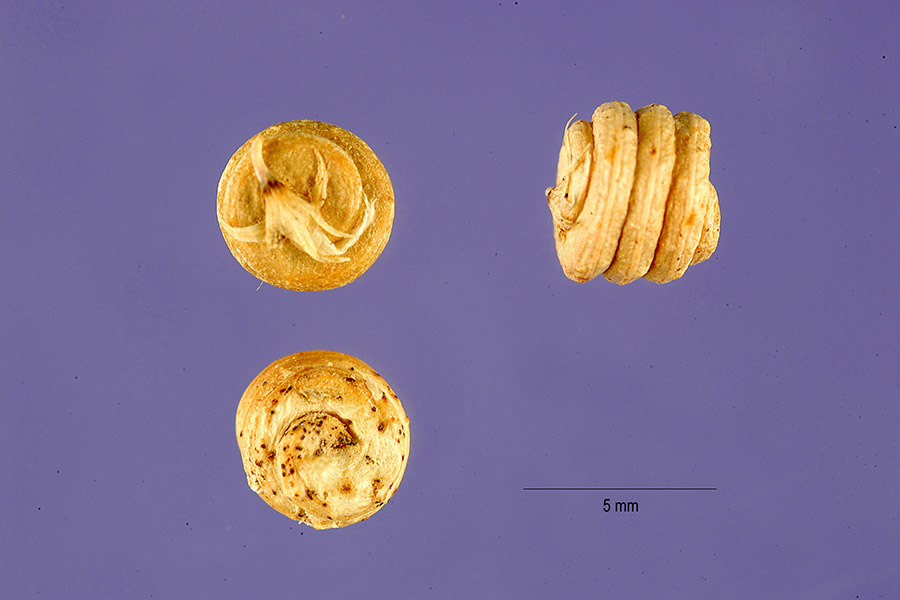
Semillas

## Hábitat
Se encuentra principalmente en la cuenca del Mediterráneo. 

## Descripción
Sus tallos son poco pilosos, postrados, ramosos. Sus hojas son trilobuladas (como en el resto del género Medicago ), pequeñas, alargadas, ligeramente pubescentes, cuneiformes, en forma de corazón, denticuladas a su margen. Las estípulas casi lanceoladas, dentadas y tubulades. Los pedúnculos axilares, apenas más largos que las hojas, pilosas, filiformes, terminadas en dos o cuatro flores amarillas. Las vainas son pequeñas, comprimidas, glabras , enrolladas en espiral sobre sí misma, formando tres o cuatro vueltas como máximo, provistas en su extremo de aguijones rígidos, rectos, tubulados, terminados en un gancho doblado a su ápice.
Tiene una relación simbiótica con la bacteria Sinorhizobium meliloti, que es capaz de fijación de nitrógeno. 

## Taxonomía
Medicago littoralis fue descrita por Rohde ex Loisel. y publicado en Notice sur les Plantes a ajouter a la Flore de France 118. 1810.
Citología
Número de cromosomas de Medicago littoralis (Fam. Leguminosae) y táxones infraespecíficos: 2n=16
Etimología
Medicago: nombre genérico que deriva del término latíno medica, a su vez del griego antiguo: μηδική (πόα) medes que significa "hierba".
littoralis: epíteto latíno que significa "que se encuentra en el litoral, cerca del mar".
Sinonimia
- Medicago arenaria Ten.
- Medicago cylindracea DC.
- Medicago striata sensu auct.ital.
- Medicago subinermis Bertol.
- Medicago tricycla DC.
- Medicago truncatula subsp. littoralis (Loisel.) Ponert
- Medicago pusilla Viv.
- Medicago subinermis Bertol.[6][7]